# Адам Крістіян Тебезій
 Адам Крістіян Тебезій (нім. Adam Christian Thebesius; 12 січня 1668-10 листопада 1720) — німецький лікар. У 1708 році опублікував працю «Міркування про кровообіг серця», в якій описав (після В'єссана) отвори для венозної крові у передсердях та шлуночках. Його ім'ям назвали: найменші вени серця (Тебезієві вени, вени або судини В'єссана-Тебезія), отвори найменших вен серця (отвори Тебезія), заслінку вінцевої пазухи (клапан або заслінка Тебезія).